# Autoroute espagnole M-45

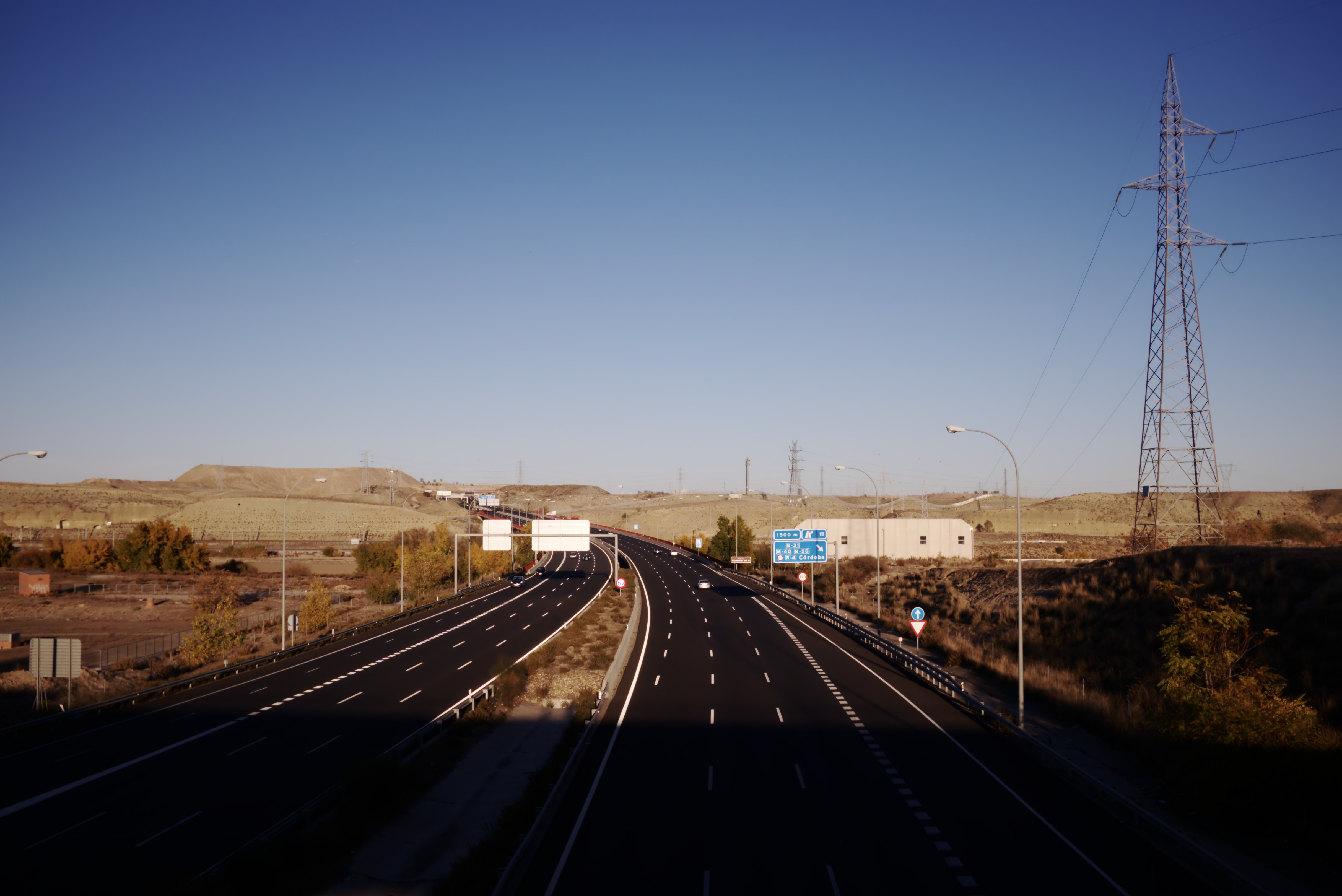
Autoroute M-45 vue depuis le pont de la M-301

La M-45 est une voie rapide qui a les caractéristiques autoroutières faisant le tour de l'agglomération de Madrid appartenant à la Communauté de Madrid. 
D'une longueur de 45 km environ, elle permet de contourner l'agglomération madrilène pour desservir au mieux les grandes zones industrielles du sud de la capitale. Elle comporte un minimum de deux voies de circulation dans chaque sens.
Elle croise certaines autoroutes reliées au réseau espagnol à destination des différents points cardinaux du pays :
- A-3 : corridor Est
- A-4 : corridor Sud

Elle est également liée aux autoroutes locales qui partent de Madrid :
- A-42 : Madrid - Tolède
- R-3 : autoroute radiale Est
- R-5 : autoroute radiale Sud-ouest

Elle porte le nom M-45 car elle relie le 2e Ring de Madrid (M-40) au 3e Ring (M-50) entre Coslada et Leganés au sud de la ville. Elle a été construite pour doubler la M-40 et la M-50 dans le secteur sud-est, particulièrement chargé du fait des nombreuses industries et villes de plus de 100 000 habitants se situant sur son tracé.
Elle se sépare de la M-50 juste après la bifurcation avec l'A-2 pour se reconnecter après avoir desservi les grandes zones industrielles de l'est de l'agglomération à l'A-5 en direction du sud-ouest.

## Tracé
Elle se sépare de la M-50 au sud de San Fernando de Henares. Elle croise dans un premier temps la R-3 puis l'A-3 et dessert la nouvelle zone d'activité de Vallecas.
- Elle croise ensuite la M-31 qui permet de la relier soit au périphérique de l'agglomération, soit à la rocade de l'aire métropolitaine de Madrid.
- Dans le secteur sud, elle bifurque avec l'A-4 et l'A-42 où elle dessert les zones industrielles du sud de la capitale.
- Elle rejoint la M-40 au nord de Leganés.

## Sorties
| Numéro de la sortie | Nom de la sortie | Bifurcation |
| ------------------- | --- | ----------- |
|                     | Toutes Directions | M-50        |
| 02                  | San Fernando de Henares Est                                                                                                  |             |
| 03                  | San Fernando de Henares Ouest                                                                                                |             |
|                     | Madrid Centre - Madrid-Calle de O'Donnell Arganda del Rey - Cuenca - Valence                                                 | R-3         |
| 05                  | Vallecas |             |
|                     | Madrid Centre - Madrid-Avenida del Mediterraneo Université polytechnique de Madrid - Vallecas - Vaciamadrid Cuenca - Valence | A-3         |
| 07                  | Madrid-Avenida de Mayorazgo - Zone Industrielle Vallecas Sur                                                                 |             |
|                     | Toutes Directions M-40 M-50                                                                                                  | M-31        |
| 09                  | San Martín de la Vega - Madrid-Avenida de los Rosales                                                                        | M-301       |
|                     | Madrid-Calle de Embajadores - Madrid-Avenida de la Paz Zones Industrielles - Pinto - Valdemoro Cordoue - Séville             | A-4         |
| 10                  | Madrid-Avenida de Andalucia - Madrid-Avenida de Cordoba                                                                      |             |
|                     | Madrid Centre - Madrid-Santa Maria de la Cabeza Getafe - Parla - Tolède                                                      | A-42        |
| 12                  | Leganés Est - Leganés-Avenida de la Langua Espanola                                                                          |             |
| 13                  | Leganés Nord - Leganés-Avenida de La Mancha                                                                                  | M-425       |
|                     | Móstoles - Fuenlabrada Talavera de la Reina - Badajoz - Portugal Tolède - Alcázar de San Juan AP-41                          | R-5         |
|                     | Toutes Directions | M-40        |